# Especie bajo preocupación menor

La categoría de Preocupación Menor en la versión 3.1 de 2008 de la Lista Roja de la UICN.

Una especie se considera bajo preocupación menor (abreviado oficialmente como LC desde el nombre original en inglés Least Concern) cuando, tras ser evaluada por la UICN, no cumple ninguno de los criterios de las categorías en peligro, en peligro crítico, vulnerable o casi amenazado de la Lista Roja elaborada por la organización. En consecuencia, la categoría preocupación menor de la lista incluye a todos los taxones abundantes y de amplia distribución, que no se encuentran bajo amenaza de desaparecer en un futuro próximo, siendo por lo tanto el de menor riesgo en la lista.

La categoría de Preocupación Menor en la versión 2.3 de 1994 de la Lista Roja de la UICN.

En la versión 2.3 de la Lista Roja, de 1994 y vigente hasta 2001, preocupación menor era una subcategoría de «riesgo bajo» (LR), siendo su abreviación oficial LR/lc o (lc).
La categorización en preocupación menor depende en gran medida de la evaluación que se haya realizado de la población de la especie y su distribución, siendo este uno de los indicadores más importantes para realizar una relación directa o indirecta con el riesgo de extinción que podría correr esa especie. En la versión 2008 de la Lista Roja, se incluyen 16.226 taxones de animales y 1.449 de plantas  en la categoría de Preocupación Menor, incluyendo al propio Homo sapiens.

## Clasificaciones similares
Algunos sistemas poseen categorías similares, por ejemplo:
- La clasificación No en Riesgo (NAR) de la lista elaborada por el COSEWIC de especies amenazadas en Canadá incluye a todos los taxones que, tras ser evaluados, no presentan un riesgo de extinguirse en las circunstancias actuales.[6]
- La categoría G5 otorgada por la organización conservacionista NatureServe incluye a todas las especies que a nivel global se encuentran ampliamente extendidas con una población estable.[7]
- El WWF usa la categoría «relativamente estable»/«relativamente intacto» para las ecorregiones con criterios similares a preocupación menor.[8]

Sin embargo, en algunas ocasiones a las especies bajo «preocupación menor» o similares simplemente no se les lista. Es el caso del Acta de Protección Medioambiental y Conservación de la Biodiversidad de 1999 de Australia, la que no incluye una categoría como esta, aunque algunas pueden ser categorizadas como «nominaciones no aceptadas» o «especies eliminadas» (excluidas de la lista). La Lista de especies amenazadas del Servicio de Pesca y Vida Silvestre de los Estados Unidos tampoco incluye una categoría similar a preocupación menor. Finalmente, pueden existir otras razones por las cuales especies no se encuentren en estas listas, como pueden ser algunos cambios taxonómicos.